# HD 202772
Désignations
HD 202772 est un système constitué de deux étoiles. Au moins une planète orbite autour de l'étoile principale. Cette planète a été découverte grâce au Transiting Exoplanet Survey Satellite.